# イワシモツケ
イワシモツケ（岩下野、学名：Spiraea nipponica）は、バラ科シモツケ属の落葉低木 。

## 特徴
樹形は高さは1-2mになり、よく分枝する。若い枝は淡褐色、古い枝は黒褐色を帯び、稜角があり、毛は無い。葉は変異が多く、狭長楕円形、倒卵形、倒卵円形、広楕円形または楕円形になり、葉先は円頭または鈍頭、基部は鈍形から円形または切形になる。質は厚く、両面とも無毛で、裏面は粉白色はたは淡色、縁は全縁か先端に2-3個の鈍鋸歯がある。葉柄は長さ1.5-9mmになり、互生する。
花期は5-7月。今年枝の先端に径3-3.5cmになる散房、ときに複散房の花序をつくり、径7-10mmの白色の5弁花を多数つける。萼は筒状で無毛、萼裂片は長さ1mmになる卵状3角形で、花後、果期にも直立して残り、反曲しない。花弁は、長さ2mm、幅2.5-3mmの横に広い楕円形から円形で、開出し、または反り返る。 雄蕊は約20本あり、花弁と同じ長さ。子房は5個あり、有毛で、それぞれに無毛の花柱を1個付ける。果実は長さ3-4mmの袋果となる。種子は長さ2-2.5mm、幅0.5mmの半長楕円形で、褐色で毛は無い。

## 分布と生育環境
日本固有種。日本の本州の近畿地方以北に分布し、高い山地の蛇紋岩地や石灰岩地に生育する。

## ギャラリー
- 花弁は横に広い。

## 下位分類
- ナガバイワシモツケSpiraea nipponica Maxim. f. oblanceolata (Nakai) Ohwi - 葉の幅が細く、倒狭楕円形になるもの。長野県に生育する[2]。
- マルバイワシモツケSpiraea nipponica Maxim. f. rotundifolia (G.Nicholson) Makino - 葉が楕円形から円形で、先端に鋸歯があるもの。高さ1m以下。岩礫地、石灰岩上に生育し、東北地方に多い[2]。

以上の2品種は、分けないでイワシモツケとして統合する場合がある。
- キイシモツケ Spiraea nipponica Maxim. var. ogawae (Nakai) T.Yamanaka - 葉が長楕円形または狭長楕円形。和歌山県に分布し、蛇紋岩地帯に生育する[2]。
- トサシモツケ Spiraea nipponica Maxim. var. tosaensis (Yatabe) Makino - 葉が倒披針形または狭倒披針形で、長さ1.5-5cm、幅3-7mmになる。四国に分布し、山地の川岸岩上に生育する。庭木としても植えられる[2]。